# General Terán
General Terán là một đô thị thuộc bang Nuevo León, México. Năm 2005, dân số của đô thị này là 14022 người.